# John Fulkerson
John Michael Fulkerson (Kingsport, 29 april 1997) is een Amerikaans basketballer.

## Carrière
Fulkerson speelde collegebasketbal voor de Tennessee Volunteers van 2016 tot 2022. Hij werd niet gekozen in de NBA draft en tekende zijn eerste profcontract bij de Leuven Bears in de Belgische competitie. Hij verlengde zijn contract ook voor het volgende seizoen bij de Bears. Eind december 2024 tekende hij bij de Poolse eersteklasser Dziki Warszawa.